# Гревениотикос
Гревениотикос, още Гревениотико или Гревенитис (на гръцки: Γρεβενιώτικος, Γρεβενιώτικο, Γρεβενίτης), е река в Егейска Македония, Гърция, десен и един от най-големите притоци на Бистрица (Алиакмонас). На нея е град Гревена.

## Етимология
Етимологията на думите Гревена идва или от латинското gravis, което означава трудно, неравномерно, или от славянското гребен, тоест грубо и стръмно място. Имената на реката са прилагателни от Гревена, тоест Гревенска река. В горното течение носи имената Мегало Рема, Потамия и Валтос.

## Описание
Реката извира на запад от град Гревена близо до района на Калирахи (Вравонища). Реката тече от запад на изток, минава между селата Оропедио (Вилия) и Кастро (Хисар), където се намира каменният Кастренски мост и след красиво криволичене между хълмовете навлиза в Гревена. На юг от града в нея се влива Доксанитис, който е големият приток на Гревенитикос и идва от запад-югозапад и района на Мавранеи (Мавронища) и Доксарас (Бура). След слива Гревенитикос продължава на изток и след 9 km се влива в Бистрица. Общата дължина на реката достига 25 km, докато тази на Доксанитис на 11 km.